# Trametes versicolor
Trametes versicolor — antes conocido como Coriolus versicolor o Polyporus versicolor — es una seta poliporo extremadamente común que puede ser encontrada globalmente. T. versicolor es reconocida como una seta medicinal en Medicina china con el nombre de yun zhi (chino simplificado: 云芝, chino tradicional: 雲芝). En China y Japón T. versicolor es usado en inmunoterapia contra el cáncer.

## Descripción y ecología
La superficie superior de la seta muestra zonas típicas concéntricas de diferentes colores. Carne 1-3 mm de textura gruesa, correosa. Tapa con la roya marrón o marrón más oscuro, a veces las zonas de color negruzco, mayores muestras, tales como el de la foto a la derecha, puede tener zonas con algas verdes que crecen en ellos, con lo que aparece de color verde. Comúnmente crece en capas de azulejos. Tapa plana, de hasta 8 x 5 x 0,5-1 centímetros, a menudo triangular o redondo, con zonas de pelos finos. Superficie porosa blanquecina a marrón claro, poros redondos y con la edad retorcidos y laberínticos. 2-5 poros por milímetro
T. versicolor tiene potencial de biorremediación de acuerdo con el micólogo Paul Stamets. T. versicolor biodegrada una variedad de contaminantes. Es comida por la oruga de la polilla del hongo y por el gusano del platipezido volante Polyporivora picta.

## Importancia económica y cultural

### Uso en medicina
El polisacárido-K (Krestin, PSK), es un polisacárido ligado a proteínas aislado de Trametes versicolor, que se utiliza como un estimulador del sistema inmune y agente coadyuvante en el tratamiento del cáncer en algunos países de Europa, así como China y Japón. En Japón, el PSK está aprobado como inmunoterapia contra el cáncer y la terapia está cubierta por el seguro de salud del gobierno. PSK tiene actividad anti cancerosa in vitro documentada, in vivo y en pruebas clínicas en humanos. La investigación también ha demostrado que el PSK puede reducir el desarrollo de cáncer inducido por mutágenos, inducido por la radiación, e inducido en forma espontánea. PSK ha demostrado ser beneficioso como coadyuvante en el tratamiento de cáncer de estómago, de esófago, colorrectal, mama y pulmón. Ensayos conducidos en humanos sugieren que el PSK puede reducir la recurrencia del cáncer cuando es usado como adyudante y la investigación en humanos ha demostrado que puede reducir el crecimiento de ciertas células cancerosas in vitro.
Además los estudios in vitro han demostrado que una mezcla de nutracéuticos (MC-S) de PSK, lentinano y otros extractos de hongos, también pueden inhibir la proliferación de células cancerosas. Uno de los mejores hospitales oncológicos de Estados Unidos, el MD Anderson, ha informado de que se trata de un "candidato prometedor para la quimioprevención debido a los múltiples efectos sobre el proceso maligno, efectos secundarios limitados y la seguridad de dosis orales diarias durante períodos prolongados de tiempo."

## Nombre común
T. versicolor es llamada comúnmente cola de pavo por su semejanza a la cola del pavo salvaje.

## Taxonomía
Trametes_versicolor fue descrita por Curtis Gates Lloyd y publicado en Mycological Notes (Cincinnati) 65: 1045. 1920[1921]
Etimología
Trametes: nombre genérico que deriva del latín trama, tejido o hiladura gruesa, por el aspecto de sus poros.
versicolor: epíteto latino que significa de varios colores, por su aspecto.
Sinonimia
- Polyporus versicolor (L.) Fr.
- Coriolus versicolor

## Galería de imágenes

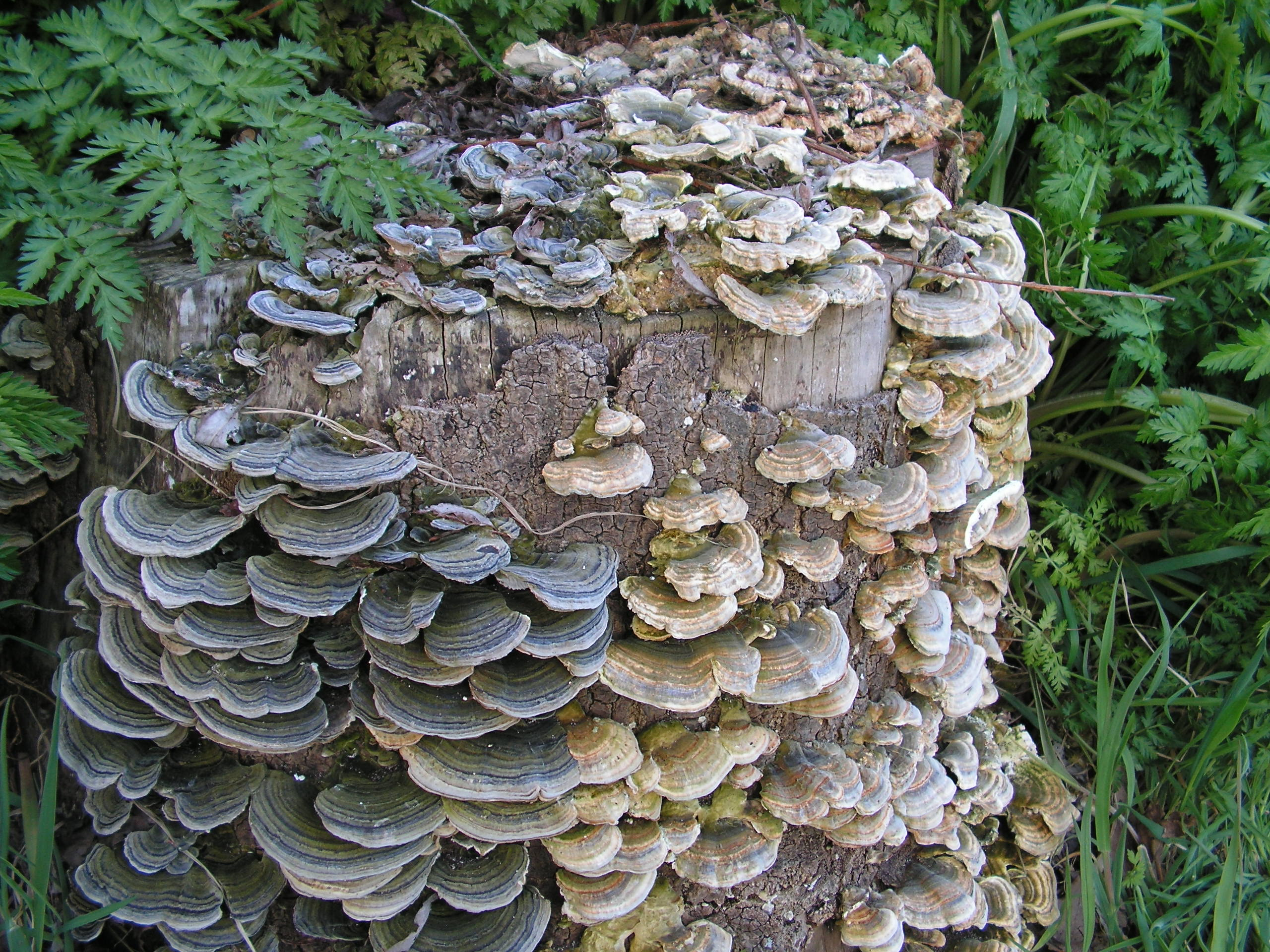
2 variedades de T. versicolor en el mismo árbol.
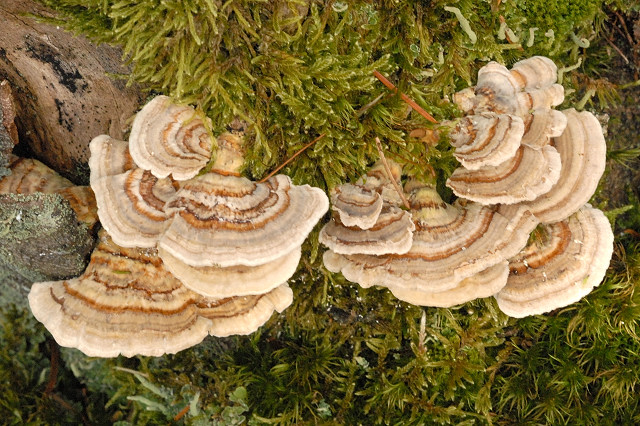
Especímenes pálidos
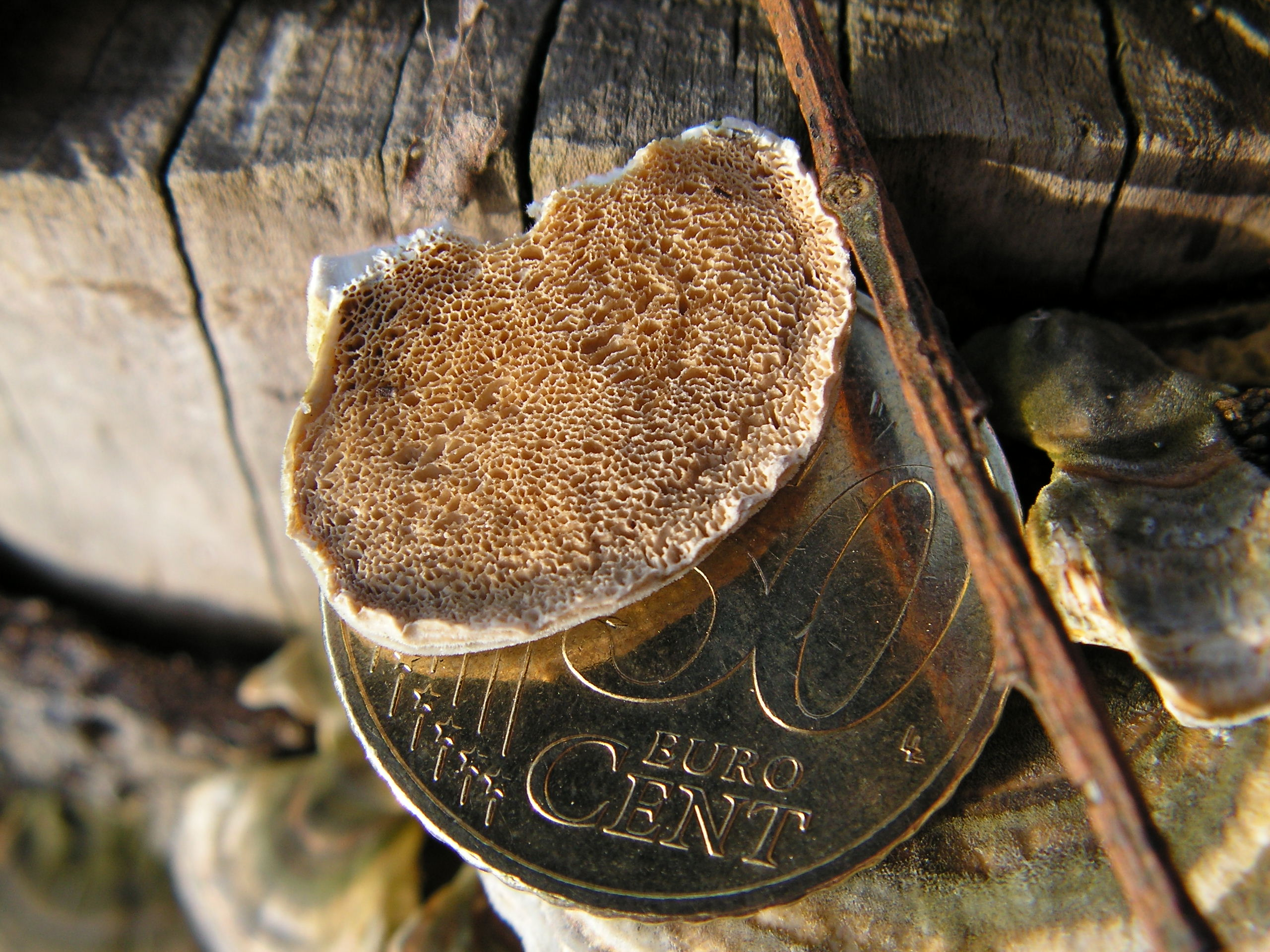
Primer plano, mostrando parte inferior y los poros de un espécimen antiguo de T. versicolor.
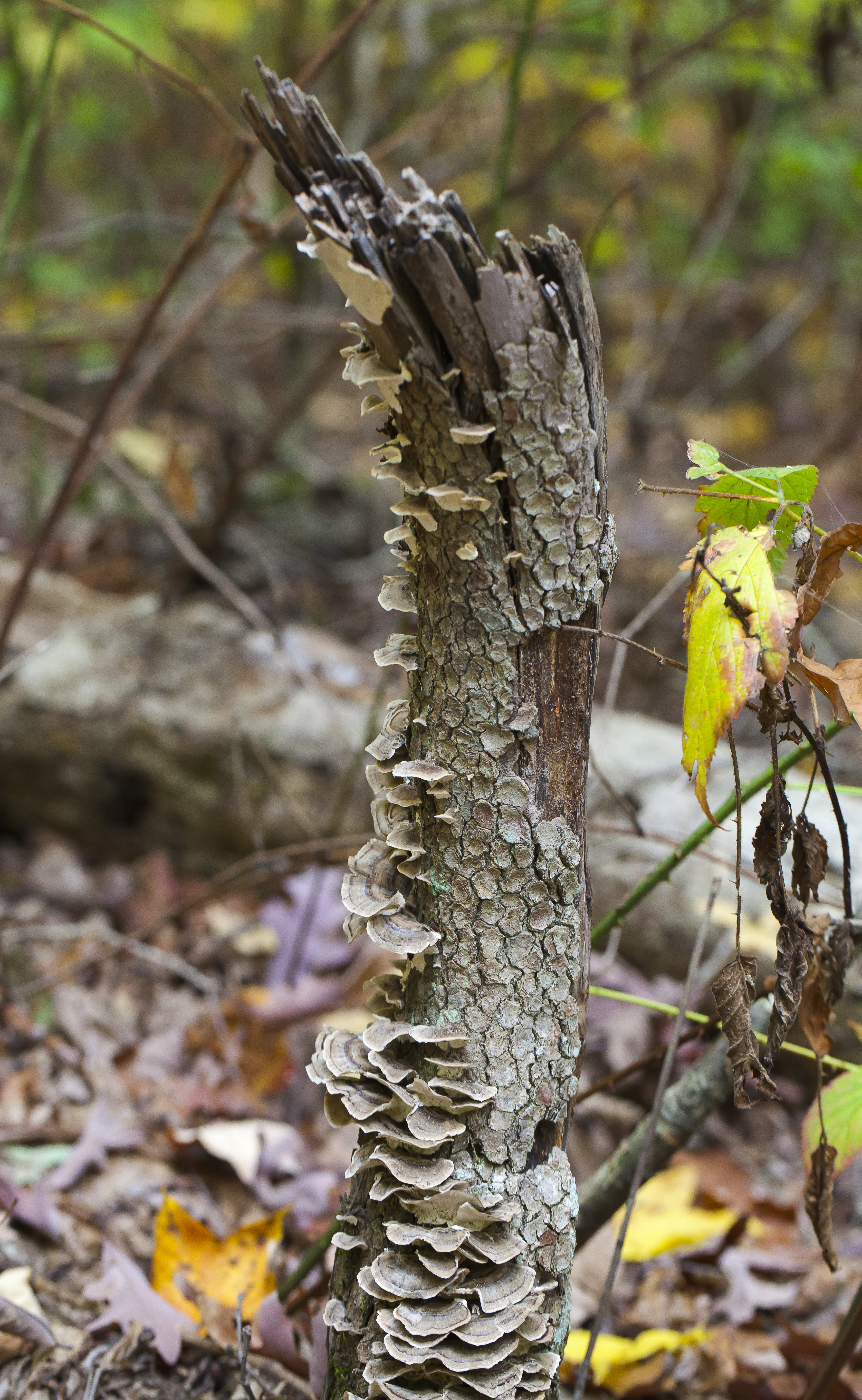
Ejemplar en el Parque Estatal Brown County, Indiana (EE.UU.)